# St. Maria (Tiefengruben)
| St. Maria (Immaculata), Tiefengruben (Nhf.)                                                |                    |
|                                                                                            |                    |
| Frontportal mit aufgesetztem Glockenturm, Kirchplatz und Kirchenschiff mit 4 Fensterachsen |                    |
| Ort                                                                                        | Tiefengruben       |
| Konfession                                                                                 | römisch-katholisch |
| Diözese                                                                                    | Fulda              |
| Patrozinium                                                                                | St. Maria          |
| Baujahr                                                                                    | 1852               |
| Bautyp                                                                                     | Saalkirche         |
| Funktion                                                                                   | Filialkirche       |

St. Maria ist eine neugotische, römisch-katholische Filialkirche in Tiefengruben, Gemeinde Neuhof, im osthessischen Landkreis Fulda. 
Sie ist eine Filialkirche der Pfarrkirche St. Michael in Neuhof und gehört zum Bistum Fulda.
Das Kirchengebäude steht in der Kapellenstraße 5 an der Einmündung Belandsweg.
Das Hochfest bzw. Patrozinium Unbefleckte Empfängnis der Jungfrau und Gottesmutter Maria ist am 8. Dezember.

## Kirchengeschichte von Tiefengruben
Tiefengruben liegt im Gebiet der Karlmann-Schenkung, die der fränkische Hausmeier Karlmann im Jahre 747 an Bonifatius und somit an das 744 von ihm gegründete Kloster Fulda schenkte. Erstmals urkundlich erwähnt wurde die kleine Siedlung „Tifengruba“ im Jahr 1200. Es gehörte zum Kirchspiel Flieden im Archidiakonat St. Johann in Mainz. 1560 gehörte es zur Propstei Neuenberg (Andreasberg) als Tochterkloster der Reichsabtei Fulda.
Eine erste Kapelle wurde in Holzbauweise in einer Größe von 18 × 20 Fuß und ohne Turm von der geistlichen Regierung unter Fürstbischof Adalbert II. von Walderdorff im Jahre 1757 genehmigt. Sie befand sich an der Stelle der heutigen Einmündung der Straße „Am Bildstock“ zur 1834 neu angelegten „Chaussee von Kohlhaus nach Neuhof“ (Kasseler Straße).
1787 war es dem fuldischen Oberamt Neuhof zugeordnet.
Im Jahre 1812 war es Tochterkirche von Neuhof.
1837 in der Amtszeit von Bischof Johann Leonhard Pfaff berichtete der damalige Neuhofer Pfarrer Bernhard Mehler, dass die kleine Kapelle baufällig sei und man um Neuerrichtung einer größeren ersuche. Erst 1851 erfolgte nach der Genehmigung der Planung des Maurermeister Adam Heres aus Fulda die Grundsteinlegung für einen größeren Steinneubau, die heutige Kapelle mit 38 × 22 Fuß (11,58 × 6,70 m) und einer Turmhöhe von 20 Fuß (6,08 m). Nach einjähriger Bauzeit wurde das neue Kirchengebäude am 8. Dezember 1852 durch Dechant Bernhard Mehler „in Gegenwart einer großen Volksmenge feierlich benediziert“.

## Kirchengebäude

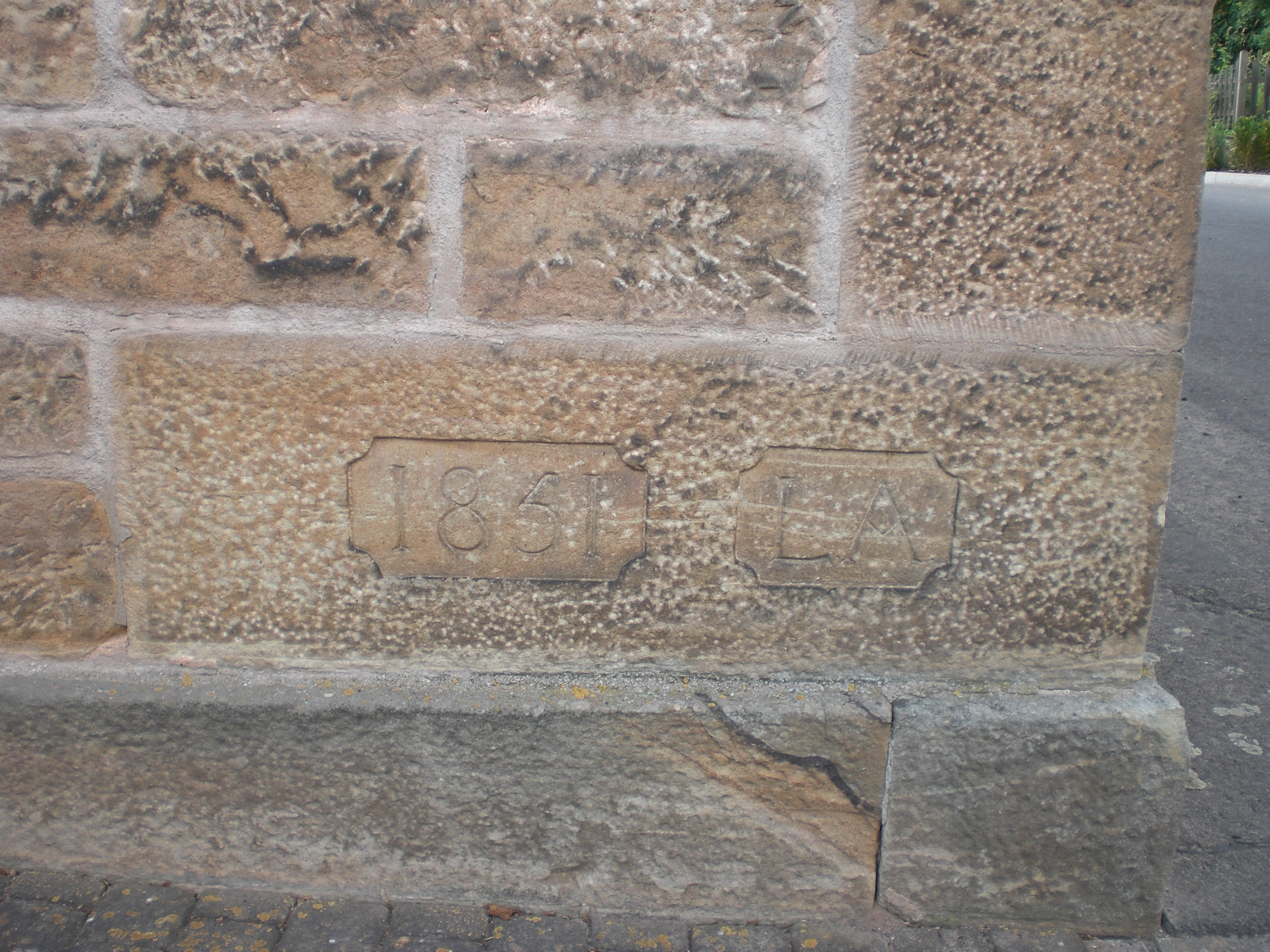
Der Grundstein von 1851

Der Grundstein wurde am 23. August 1851 gelegt. Die Weihe der Kapelle „zu Ehren der unbefleckt empfangenen Jungfrau Maria (Maria Immaculata)“ erfolgte am 8. Dezember 1852 durch den Neuhofer Dechanten Bernhard Mehler.
Nach dem Ende des Zweiten Weltkriegs kamen 1946 etwa 70 Heimatvertriebene aus den früheren Deutschen Ostgebieten, meist aus dem Egerland, nach Tiefengruben. Die Neubürger waren überwiegend katholisch und so wurde eine Erweiterung der Kapelle notwendig. Sie wurde nach Plänen des Fuldaer Architekten Dipl.-Ing. Hans Weber um 5 Meter mit dem heutigen Chorraum verlängert und um eine kleine Sakristei erweitert. Mit der Erweiterung der Kirche wurde die Zahl der Fensterachsen von zwei auf vier geändert. Am Patronatstag am 8. Dezember 1948 wurde die heutige Filialkirche durch den Fuldaer Weihbischof Adolf Bolte eingeweiht.

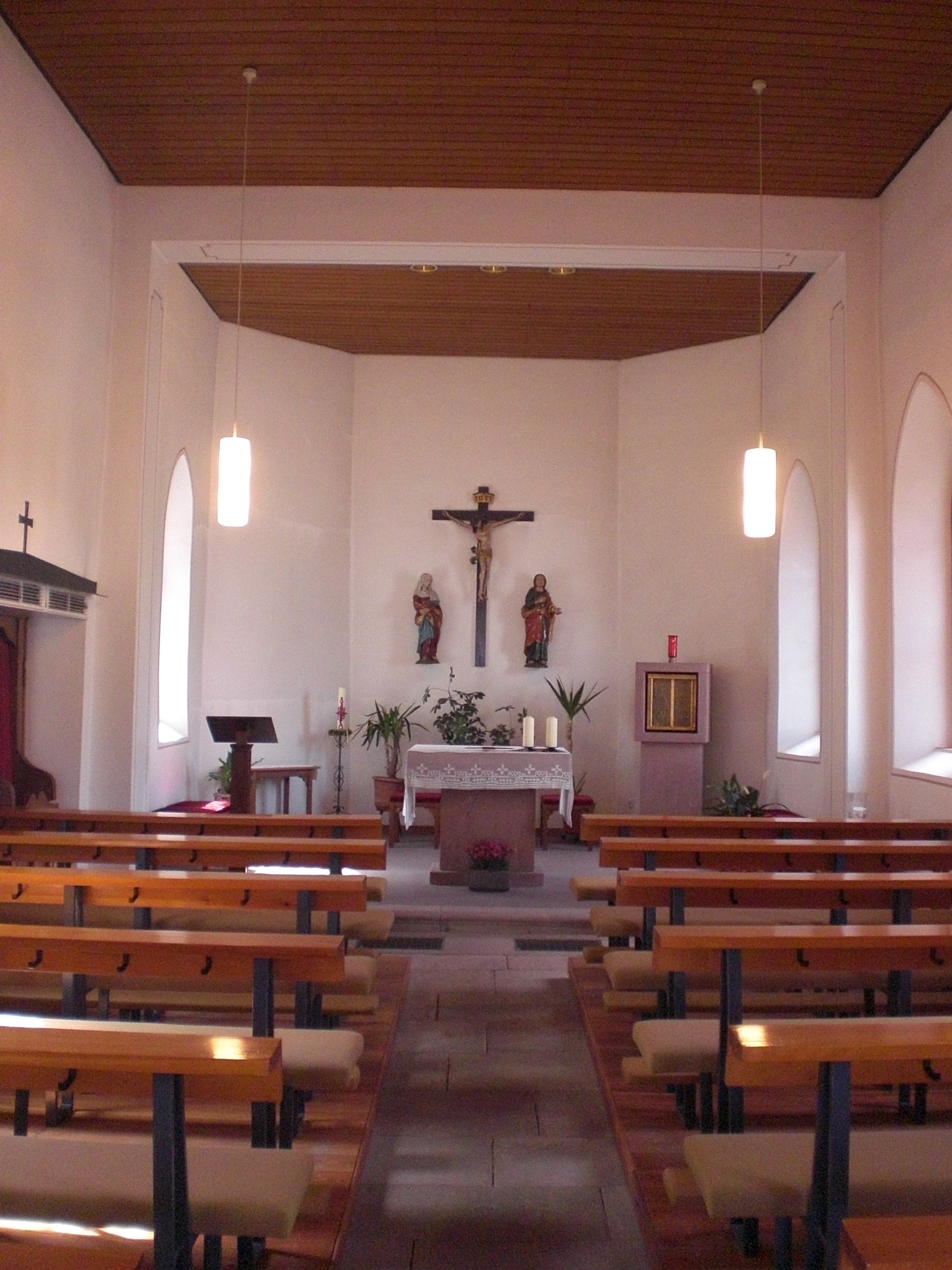
Innenansicht mit Blick zum dreiseitigen Chorraum mit Ambo, Altar und Tabernakel (von links).

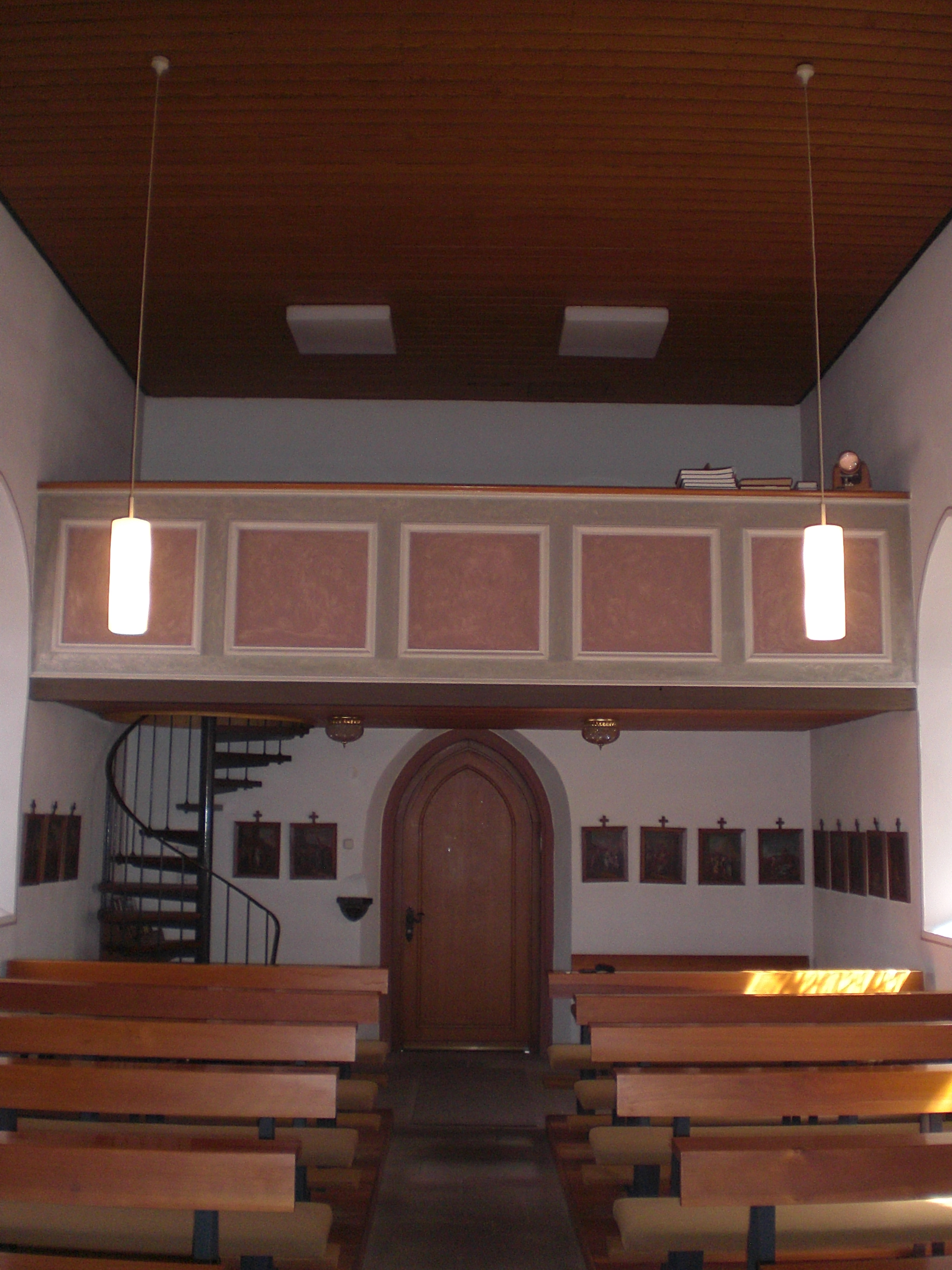
Innenausstattung mit Kreuzweg und Empore

## Innenausstattung
Der eichenholzverkleidete Steinaltar trug einen Aufsatz der die Kreuzigung Jesu auf dem Kreuzeshügel Golgotha darstellte sowie Standkonsolen für die Assistenzfiguren. Er bestand aus dem stehenden Kreuz mit Jesus auf einem Hügel und den Assistenzfiguren der Mater Dolorosa sowie dem Evangelisten Johannes. Die Assistenzfiguren waren ein Geschenk der Fuldaer Benediktinerinnen. Der Altaraufsatz des Golgothabildnisses ohne Kreuz war eine Schenkung der Barmherzigen Schwestern aus dem damaligen Fuldaer Landkrankenhauses.
Das stehende Kreuz mit Korpus war ein in der alten Schule von Opperz vorhandenes Missionskreuz, welches den Altarproportionen entsprach und heute noch mit den beiden Assistenzfiguren den Altarraum der Marienkirche schmückt.
Die barocke Figur der Anna selbdritt an der Nordwand war wiederum ein Geschenk der Benediktinerinnen in Fulda. Das Gemälde der Hl. Familie wird dem letzten Fuldaer Hofmaler Johann Andreas Herrlein zugeschrieben. Die 14 Stationsbilder des Kreuzwegs sollen ebenfalls aus der Malschule Herrleins stammen und wurden von der Gemeinde erworben. Das Ölgemälde des Judas Thaddäus und die spätbarocke Maria Immaculata stammen von einem unbekannten Meister schon aus der ersten Kapelle.
Barocker Altar 1906–1947.
Bei der Kirchrenovierung um 1906 wurde die Kirche mit einem aus Marborn stammenden Barockaltar, welcher von 1850 bis 1898 im dortigen Oratorium in der Schule stand, ausgestattet. Bei der Kirchenerweiterung 1947 wurde dieser alte Barockaltar entfernt.
Umgestaltung des Kircheninnern im Jahr 1970
Zu einer weiteren größeren Baumaßnahme kam es 1970. Der gesamte Kirchenraum wurde wegen der Mängelbeseitigung am Kirchendach neu gestaltet. Unter der Bauleitung des Architekten Möller wurden der Dachstuhl einschließlich des Turmgiebeldreiecks und der vorhandene Triumphbogen des Chorraums aus dem Jahre 1948 abgenommen. 
Das gesamte Kirchengebäude wurde durch einen 60 cm hohen Stahlbetonringanker zur Stabilisierung der Außenwände erhöht und das zuvor abgenommene Giebeldreieck mit Glockenturm wieder aufgesetzt. Mit dieser Baumaßnahme konnte der gesamte Kirchenraum um 60 cm erhöht werden was der Nutzung der neu errichteten Empore zugutekam. Die alte Emporenhöhe lag vorher bei rund zwei Metern.
Mit dieser Baumaßnahme wurde auch der Chorraum durch einen Unterzug und beidseitig angeordneten neuen Stahlbetonstützen zur Stabilisierung der Außenwände gestaltet. Ein neuer Zelebrationstisch (Altar) aus rotem Sandstein wurde als Volksaltar in die Mitte des Chorraums gesetzt. Der alte Altartisch aus dem Jahre 1851/52 wurde entfernt. Anstatt der Strahlenmadonna die stirnseitig über dem Altar angebracht war, wurden das vorhandene Kreuz und die Assistenzfiguren Maria und Johannes des Barockaltares von 1948, an der Chorrückwand neu angeordnet. Rechts der Kreuzigungsgruppe wurde der vorhandene Tabernakel ebenfalls in einem neuen Sakramentshaus als Tabernakelstele geschaffen. Die Steinmetzarbeiten aus rotem Sandstein wurden vom Steinmetz Dieter Mack, Neuhof angefertigt. Im Frühjahr 1971 war der Innenraum der Kirche ausgestattet.
Weitere Renovierungen erfolgten 1980 und 1995/96. Im Jahre 1987 wurden neue bleiverglaste Kirchenfenster von der Glaserwerkstatt Robert Münch, Groß-Umstadt gefertigt.

## Glocken
Das erste barocke Kapellchen von 1757 hatte keine Glocke.
Für die neue Kapelle von 1852 wurde eine in Privatbesitz befindliche Angelusglocke, welche am Giebel des Hofes Ruppel – aus der Wetterau stammend und am Frauenberge benediziert worden war – vom Bauern Johannes in Tiefgruben gestiftet. Der im Durchmesser 34,5 cm messende Glockenguss mit dem Klangton „d“ erfolgte von den Gebrüdern Johannes und Andreas Schneidewind, Frankfurt am Main.
Die zweite und größere Glocke stammte aus der abgebrochenen alten Kirche in Weyhers und musste im Ersten Weltkrieg zu Rüstungszwecken abgeliefert werden und wurde zu unbekannter Zeit neu beschafft.
St. Maria hat heute zwei Glocken im Glockenturm.
Es sind dies die aus dem ersten Kirchenbau 1852 stammende kleinere Angelusglocke und die heutige größere Glocke hat den Klangton „c“. Der Durchmesser beträgt 45 cm. Die Inschrift am Hals der Glocke ist wie folgt: JOHANNES BERNHAD G. SCHENK ZV SCHWEINSGERG NVS A:D: 1620. Als Relief befindet sich auf der einen Seite ein Pilger mit Hut, Stab und Rosenkranz. Auf der anderen Seite das Wappen Johann Bernhard Schenk zu Schweinsbergs, der seinerzeit Propst von Neuenberg und ab 1623–32 Fürstabt von Fulda war.
Im Zweiten Weltkrieg war die kleinere Angelusglocke, entgegen der staatlichen Forderung, zu Rüstungszwecken an den Hamburger Glockenfriedhof abgeliefert worden, blieb aber unversehrt und kam 1947 wieder zurück nach Tiefengruben.